# Qüestor
El qüestor (en llatí quaestor) era un oficial a l'antiga Roma que formava part d'una magistratura electa de la República. En un principi actuaven com a jutges en els casos d'assassinat, d'insurrecció i d'altra traïció. Literalment, qüestor és "el que pregunta", i apareix el càrrec a les Lleis de les dotze taules amb la funció d'investigar casos de mort.
No se sap del cert si en temps de la monarquia romana existia el càrrec. Ciceró parla que l'any 485 aC va actuar un qüestor en relació amb el judici d'Espuri Cassi Viscel·lí i Dionís d'Halicarnàs en parla en relació amb un judici sobre la venda d'un botí l'any 507 aC. Els qüestors eren dos en un principi, cosa que fa pensar que devien aparèixer al mateix temps que els cònsols. Quan els decemvirs van suspendre el consolat (451 aC), els qüestors també van cessar.
Cap a l'any 421 aC el nombre de qüestors es va elevar a quatre, dos d'ells, els quaestores aerarii, exercien per delegació dels cònsols l'administració del tresor públic, i els altres dos, els quaestores militum, eren els encarregats de la caixa militar i eren escollits en les assemblees per tribus (comitia tribunata) a proposta dels tribuns, sempre entre els patricis. Els qüestors supervisaven l'erari i les finances de l'estat, l'exèrcit i els funcionaris.
L'any 267 aC (o potser no va ser fins al 241 aC) es van afegir quatre qüestors més que participaven en l'administració d'Itàlia i recollien els tributs de Sicília, Sardenya i Còrsega. El nombre en va augmentar així que augmentaven també les províncies i segons Tàcit, Sul·la en nomenava vint anualment. Juli Cèsar en va nomenar quaranta, però August els va reduir a vint altre cop.
La qüestura es va obrir als plebeus l'any 421 aC, quan es van elegir dos qüestors més pels temes relacionats amb la guerra. L'any 409 aC tres dels quatre qüestors eren plebeus, segons Titus Livi.
El càrrec durava un any, però quan es va establir que els cònsols governessin una província com a procònsols l'any següent, era habitual que els qüestors els acompanyessin, i se'ls donava una ampliació de poders com a proqüestors. Portaven les insígnies habituals dels magistrats, però no tenien Sella Curulis, sinó una cadira de potes rectes,exceptes que tinguessin la dignitat curul.
Els qüestors urbans eren els que havien d'estar-se a la ciutat durant el seu any de mandat. Havien d'assistir als cònsols, i exercir les funcions que els cònsols podien delegar. No tenien jurisdicció civil, però sí que en tenien de penal, relacionada amb les seves obligacions primitives. Així els cònsols havien de delegar els assumptes criminals, l'administració del tresor i l'administració dels arxius públics, funcions que exercien els qüestors. Els dos altres qüestors havien de servir els generals o els governadors a les províncies i supervisar les finances militars. Els diners gastats en una campanya eren responsabilitat seva, encara que el general la compartia. El qüestor, als campaments, tenia tres guàrdies armats al seu costat, i tenia també la potestat de nomenar un propretor en cas de mort del pretor.
Van existir també els quaestores classici (literalment els qüestors de la flota), establerts a partir de l'any 267 aC, que, sota la supervisió d'un cònsol, s'ocupaven de les defenses de les costes. Els seus deures eren com els dels qüestors ordinaris, però com que no tenien un cap directe, eren més independents i fins i tot exercien un cert poder militar, segons Tàcit. Vetllaven també perquè els aliats proporcionessin les naus i els equipaments promesos, i exercien control sobre el subministrament de gra. En temps de Claudi aquesta figura va desaparèixer.
Per ser qüestor calien deu anys d'experiència a l'exèrcit. Després de les reformes de Luci Corneli Sul·la, l'any 81 aC, l'edat mínima per a ser qüestor es va establir en 28 anys pels patricis i en 30 pels plebeus, i esdevenien ipso facto membres del senat. Els qüestors també supervisaven els jocs que organitzaven cònsols, pretors i edils.
August va rebaixar l'edat per exercir la magistratura a 25 anys i va suprimir la seva elecció pels comicis tribunats. El nomenament va passar al senat romà, excepte dos que eren nomenats directament per l'emperador (quaestores Augusti). Aquests s'encarregaven dels afers financers de l'emperador i al temps eren els que llegien davant del senat els seus comunicats.